# 11621 Duccio
11621 Duccio è un asteroide della fascia principale. Scoperto nel 1996, presenta un'orbita caratterizzata da un semiasse maggiore pari a 3,2019867 UA e da un'eccentricità di 0,1186399, inclinata di 11,57914° rispetto all'eclittica.

## Nome
Il nome Duccio è stato dato in omaggio al figlio più giovane della scopritrice Maura Tombelli.